# Саито, Асука
Асука Саито (яп. 齋藤 飛鳥, род. 10 августа 1998, Токио, Япония) — японский идол, певица, актриса, модель, бирманского происхождения. Она является участницей первого поколения японской гёрл-группы Nogizaka46 и регулярной моделью для модного журнала sweet.

## Ранние годы
Саито родилась 10 августа 1998 года в Токио. Её мать из Мьянмы, а отец — местный, японец.
Саито дебютировала как актриса в 2007 году в фильме «Сакуран», сыграв главную героиню в детстве.

## Карьера
В 2011 году, при поддержке своей матери, она успешно прошла прослушивание для первого поколения айдол-группы Nogizaka46, дебютировав в качестве айдола в первом сингле группы «Guruguru Curtain» в феврале 2012 года. Саито стала центральным участником 15-го сингла Nogizaka46 «Hadashi de Summer» в 2016 году.
Саито активна как актриса и модель и вне рамок Nogizaka46. Сыграла главные роли в японском ремейке тайваньского фильма «Ты — яблоко моего глаза» и драме ужасов Nippon TV «Замби». В 2015 году Саито стала эксклюзивной моделью для модного журнала CUTiE, издаваемого Takarajimasha, публикация которого прекратилась в том же году. Затем Саито стала постоянной моделью другого модного журнала того же издателя, sweet, самой молодой моделью журнала с момента его публикации.
В 2017 году Gentosha публикует первую фотокнигу Саито. Фотокнига под названием Shiosai разошлась тиражом 58 215 копий за первую неделю. По состоянию на декабрь 2018 года продано более 200 тысяч экземпляров фотокниги.

## Фильмография

### Фильмы
| Год  | Название                                | Роль           | Примеч.      | Источн. |
| ---- | --------------------------------------- | -------------- | ------------ | ------- |
| 2007 | Сакуран                                 | Томэки         |              | [ 3 ]   |
| 2018 | You Are the Apple of My Eye             | Мана Хаясэ     | Главная роль | [ 9 ]   |
| 2020 | Keep Your Hands Off Eizouken! The Movie | Мидори Асакуса | Главная роль | [ 18 ]  |

### Телевидение
| Год  | Название                      | Роль           | Сеть | Примеч.      | Источн. |
| ---- | ----------------------------- | -------------- | ---- | ------------ | ------- |
| 2020 | Keep Your Hands Off Eizouken! | Мидори Асакуса | MBS  | Главная роль | [ 18 ]  |

### Фотокниги
- Kikan Nogizaka vol.3 Ryōshū (4 September 2014, Tokyo News Service) ISBN 9784863364264[19]
- Shiosai (25 January 2017, Gentosha) ISBN 9784344030534[20]